# 623826 Alekseyvarkin
623826 Alekseyvarkin è un asteroide della fascia principale. Scoperto nel 2022, presenta un'orbita caratterizzata da un semiasse maggiore pari a 2,685721 au e da un'eccentricità di 0,164786, inclinata di 12,392230° rispetto all'eclittica.